# Gonystylus punctatus
Gonystylus punctatus är en tibastväxtart som beskrevs av A. C.Smith. Gonystylus punctatus ingår i släktet Gonystylus och familjen tibastväxter. Inga underarter finns listade i Catalogue of Life.